# Шлангокабель

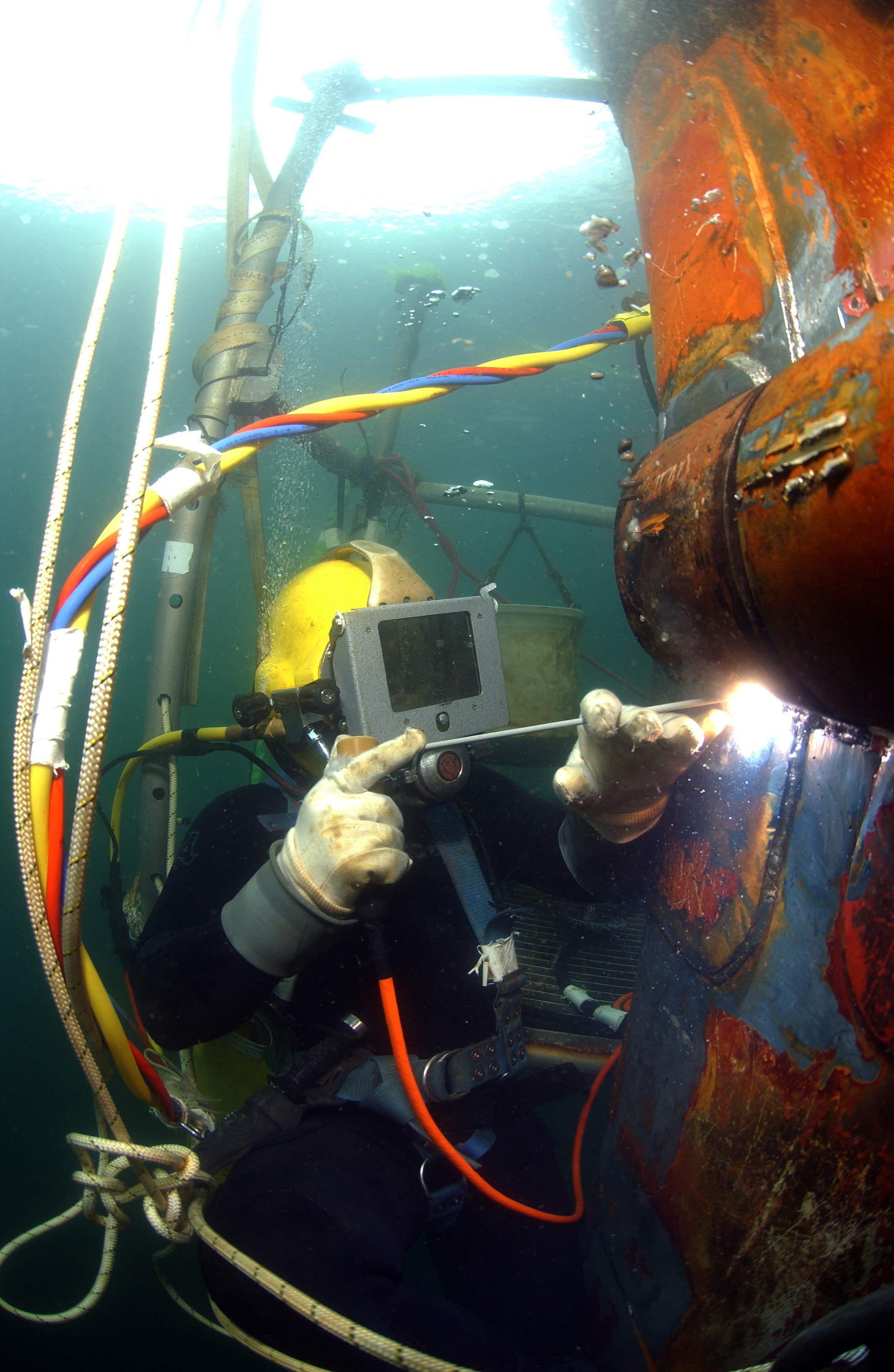
Шлангокабелі для обслуговування підводного устатковання і водолаза.

Шлангокабель (англ. umbilica, flexible trailing cable; нім. Schlauchkabel n) – гнучкий рукав для обслуговування підводного устатковання чи людини. Водолазний шлангокабель підключає водолаза до судна, що знаходиться на поверхні, чи до водолазного ковпака і містить труби для подачі повітря, гарячої води, газу тощо; колекторний шлангокабель складається з безлічі контрольних ліній, що приводять у дію гідравлічні приводи противикидних превенторів. Дистанційно керовані апарати також приводяться в дію за допомогою шлангокабелів.